# Antonín Hartmann (františkán)
Antonín Hartmann OFM (? – 1707), též Harttmann byl český františkán původem z Kladska. Patřil k vzdělanějším řeholníkům, proto byl v roce 1669 jmenován lektorem filozofie v jindřichohradeckém klášteře, kde tehdy devátým rokem fungovalo klášterní studium pro vzdělávání budoucích františkánských kněží. Jako i ostatní františkánští učitelé v Hradci působil také u augustiniánů kanovníků v Třeboni. Již roku 1670 ale působil jako magistr noviců v Plzni. Opakovaně byl v letech 1676, 1681 a 1687 zvolen českým františkánským provinčním definitorem, vrcholu své kariéry však dosáhl jako český řádový provinciál, jímž byl zvolen opakovaně, přitom napodruhé jednohlasně. Českým proviniciálem tak byl v letech 1690–1693 a 1698–1701. Jako provinční představený stál u vzniku nového kláštera v Zásmukách, kam uvedl první bratry a postaral se o potřebné záležitosti k jejich životu na novém působišti včetně konventní knihovny. Pro své zásluhy získal Antonín Hartmann čestné řádové tituly „otec provincie“ a „lector iubilatus“. Zemřel 18. dubna 1707 v Praze.